# San José de la Dormida
San José de la Dormida es una localidad situada en el departamento Tulumba, provincia de Córdoba, Argentina.
Está compuesta por 5823 habitantes (Indec, 2022) y se encuentra situada en la intersección de la RN 9 y ruta provincial 16, a 125 km de la Ciudad de Córdoba.

## Historia

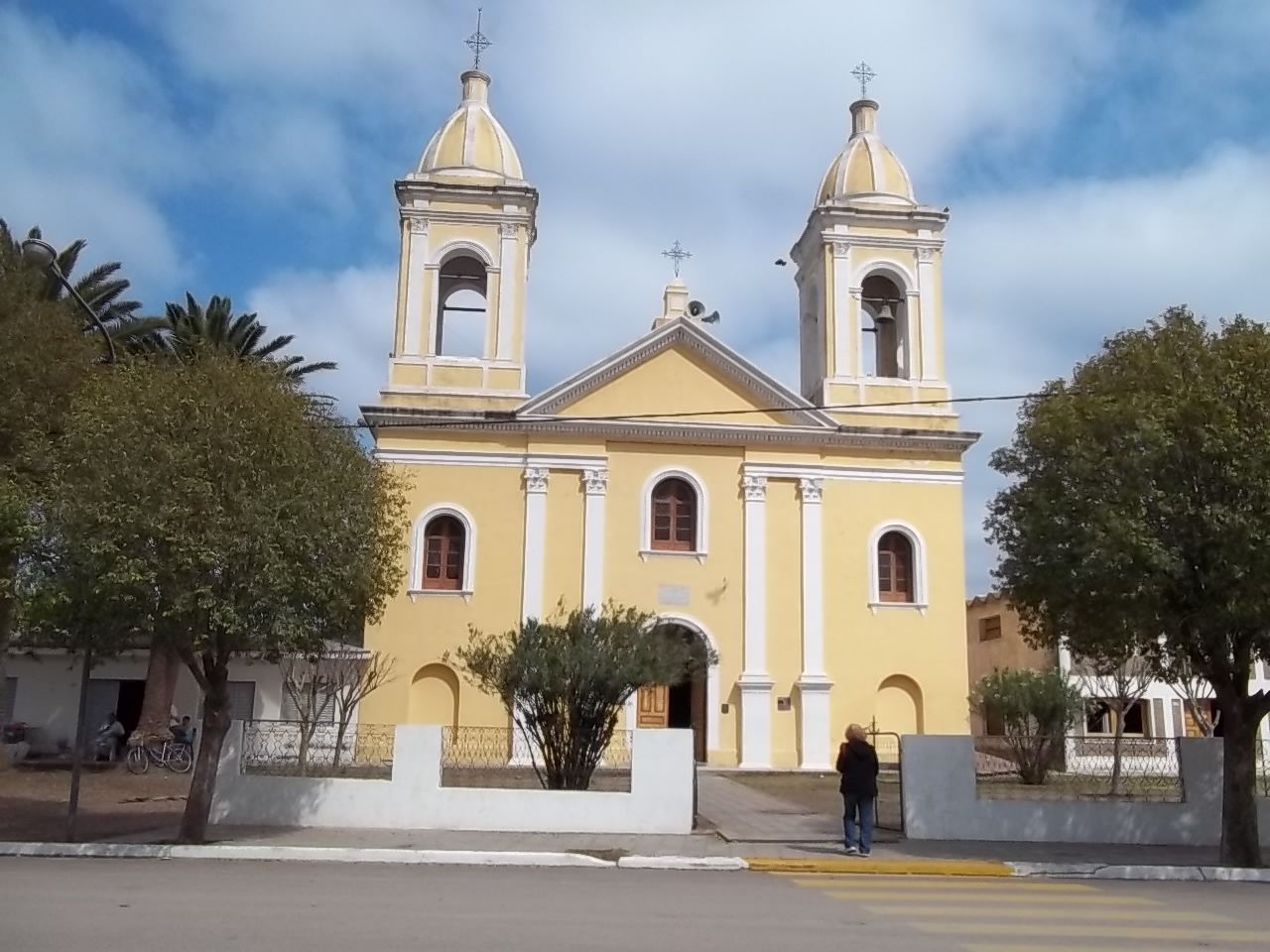
La antigua iglesia de San José, fue consagrada por el obispo fray Mamerto Esquiú en 1882.

Esta región del norte cordobés estuvo anteriormente habitada por los pueblos originarios sanavirones, como evidencian los morteros de más de 1000 años de antigüedad que aún hoy se pueden observar en la Dormida.
Más tarde, en tiempos del Virreinato del Río de la Plata, la zona que los originarios llamaban Chipitín (hombre del río) se convirtió en un lugar de descanso y aprovisionamiento de los viajeros que transitaban el antiguo Camino Real; apareciendo La Dormida del Alto, en el Camino Real del Bajo.
Posteriormente, los inmigrantes que llegaban desde Europa con la intención de afincarse en nuevas tierras, se instalaron en la región, y a la vera del camino real fueron levantando sus estancias y formando sus familias.
La Dormida, que en 1857 obtuvo el título de Villa y se le agregó el nombre de San José en honor al santo patrono de la comunidad, tuvo su período de mayor esplendor en las primeras épocas del siglo XX, cuando se construyó su centro cultural y social y comenzaron a funcionar las casas de comercio.
Más tarde, con la construcción del ferrocarril, la localidad, a diferencia de las otras, se vio seriamente afectada en su población, debido a que los pobladores se subían a los trenes para buscar fortuna en otras localidades más grandes.

## Economía

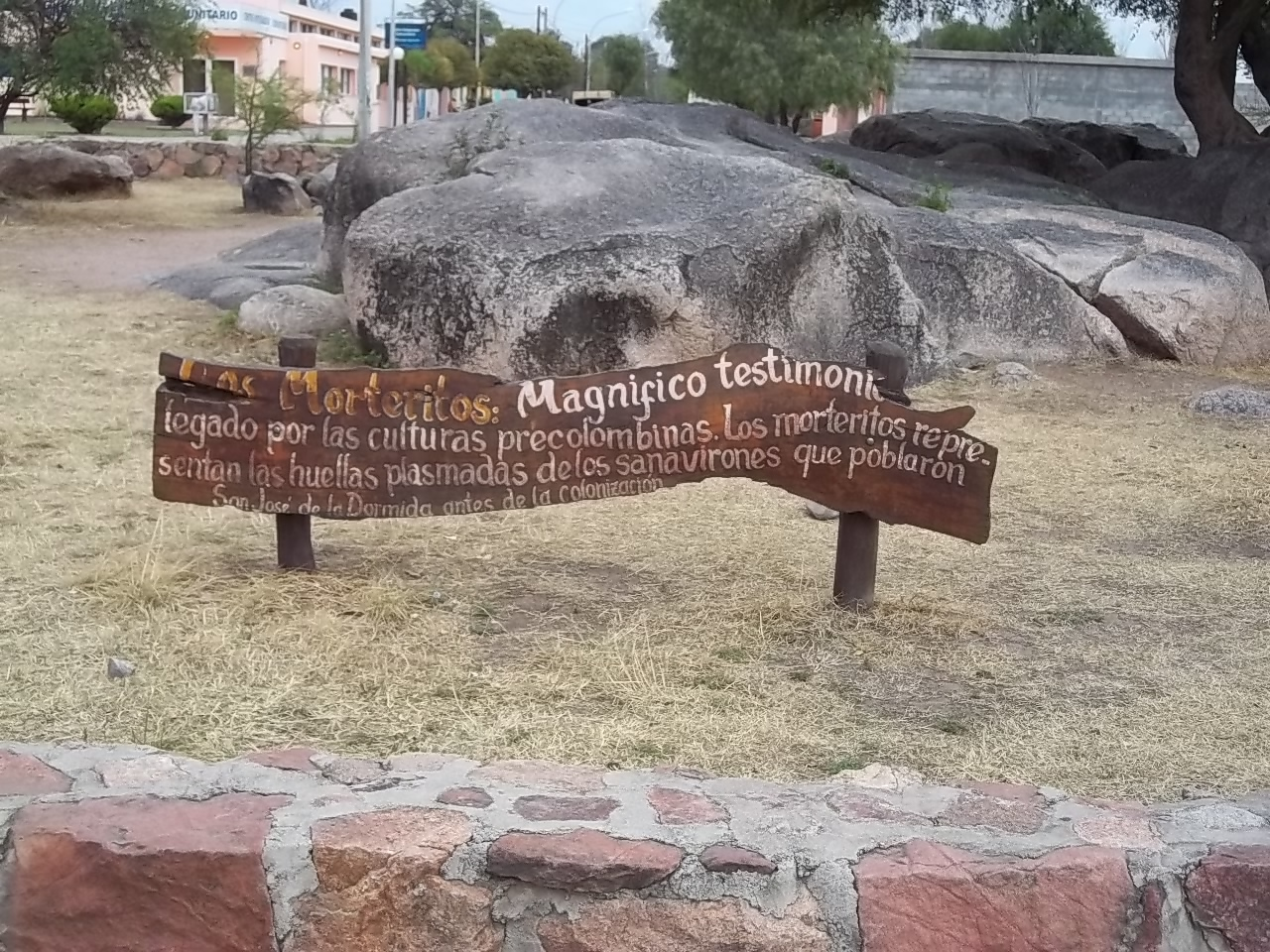
Restos de morteros en pleno centro de San José de la Dormida, rememorando su ligazón con los indígenas sanavirones.

Las principales actividades económicas de La Dormida son la agricultura y la ganadería, y el comercio relacionado con estas. A éstas se agrega la extracción de sal en las salinas cercanas.
También es importante la participación en la economía local del turismo, ya que la localidad recibe numerosos turistas, atraídos por sus caudalosos ríos y sus pintorescas calles, junto con los museos y galerías de arte rupestre que se encuentran en la zona. El ámbito serrano en que se encuentra la localidad permite realizar actividades como el ciclismo de montaña, caminatas por la zona y equitación. La localidad posee la mayor infraestructura turística de la zona; existen en La Dormida numerosos hoteles, campings, complejos de cabañas y balnearios.

## Geografía

### Población
Cuenta con 5823 habitantes (Indec, 2022), lo que representa un incremento del 23,2% frente a los 4472 habitantes (Indec, 2010) del censo anterior.
| Gráfica de evolución demográfica de San José de la Dormida entre 1991 y 2022 |
|                                                                              |
| Fuente: Censos nacionales del INDEC                                          |

### Sismicidad
La sismicidad de la región de Córdoba es frecuente y de intensidad baja, y un silencio sísmico de terremotos medios a graves cada 30 años en áreas aleatorias. Sus últimas expresiones se produjeron:
- 22 de septiembre de 1908 (116 años), a las 17.00 UTC-3, con 6,5 Richter, escala de Mercalli VII; ubicación 30°30′0″S 64°30′0″O / -30.50000, -64.50000; profundidad: 100 km; produjo daños en Deán Funes, Cruz del Eje y Soto, provincia de Córdoba, y en el sur de las provincias de Santiago del Estero, La Rioja y Catamarca[3]

- 16 de enero de 1947 (78 años), a las 2.37 UTC-3, con una magnitud aproximadamente de 5,5 en la escala de Richter (terremoto de Córdoba de 1947)[2]

- 28 de marzo de 1955 (70 años), a las 6.20 UTC-3 con 6,9 Richter: además de la gravedad física del fenómeno se unió el desconocimiento absoluto de la población a estos eventos recurrentes (terremoto de Villa Giardino de 1955)

- 7 de septiembre de 2004 (20 años), a las 8.53 UTC-3 con 4,1 Richter

- 25 de diciembre de 2009 (15 años), a las 21.42 UTC-3 con 4,0 Richter

## Parroquias de la Iglesia católica en San José de la Dormida
| Prelatura territorial | Deán Funes |
| --------------------- | ---------- |
| Parroquia             | San José   |

## Curiosidades
A 6 km al sudeste de esta localidad se encuentra el punto más alejado de las fronteras y de las costas del país.